# Lotta Udnes Weng
Lotta Udnes Weng (* 29. September 1996 in Lørenskog) ist eine norwegische Skilangläuferin.

## Werdegang
Weng, die für den Nes Ski startet, trat erstmals beim Europäischen Olympischen Winter-Jugendfestival 2013 in Predeal in Erscheinung. Dort gewann sie die Bronzemedaille mit der Staffel. Im folgenden Jahr holte sie bei den Nordischen Junioren-Skiweltmeisterschaften 2014 im Fleimstal die Bronzemedaille mit der Staffel und die Silbermedaille im Sprint. Zudem errang sie den 21. Platz über 5 km klassisch und den vierten Platz im Skiathlon. Im Februar 2015 gewann sie bei den Nordischen Junioren-Skiweltmeisterschaften 2015 in Almaty die Goldmedaille mit der Staffel. Im selben Monat wurde sie jeweils norwegische Juniorenmeisterin über 5 km, über 15 km und im Sprint. Im folgenden Monat debütierte sie in Drammen im Skilanglauf-Weltcup und belegte dabei den 52. Platz im Sprint. Bei den Nordischen Junioren-Skiweltmeisterschaften 2016 in Rasnov gewann sie im Sprint, über 5 km klassisch und mit der Staffel jeweils die Silbermedaille. Im Februar 2016 wurde sie wie im Vorjahr norwegische Juniorenmeisterin im Sprint. Bei den norwegischen Meisterschaften 2015 und 2016 errang sie zusammen mit Tiril Udnes Weng den dritten Platz im Teamsprint. Zu Beginn der Saison 2016/17 holte sie bei der Nordic Opening in Lillehammer, die sie auf dem 39. Platz beendete, mit dem 22. Platz über 5 km Freistil ihre ersten Weltcuppunkte. Beim folgenden Scandinavian Cup in Lillehammer errang sie den dritten Platz über 5 km Freistil und den zweiten Rang im Sprint. Bei den U23-Weltmeisterschaften 2017 in Soldier Hollow holte sie die Goldmedaille im Skiathlon. Zudem wurde sie Sechste im Sprint und Vierte über 10 km Freistil. Zum Saisonende erreichte sie den dritten Platz in der Gesamtwertung des Scandinavian Cups. In den Jahren 2017 und 2018 wurde sie zusammen mit Tiril Udnes Weng norwegische Meisterin im Teamsprint. In der Saison 2017/18 kam sie im Scandinavian Cup sechsmal unter die ersten Zehn, darunter Platz eins im Sprint in Piteå und erreichte damit den zweiten Platz in der Gesamtwertung des Scandinavian Cups. Bei den U23-Weltmeisterschaften 2018 in Goms lief sie auf den 13. Platz im Skiathlon.
In der Saison 2018/19 belegte Weng den 36. Platz beim Lillehammer Triple und den 32. Rang im Sprint bei den Nordischen Skiweltmeisterschaften 2019 in Seefeld in Tirol. Zudem kam sie im Sprint dreimal unter die ersten Zehn und erreichte abschließend den 35. Platz im Gesamtweltcup und den 28. Rang im Sprintweltcup. Ende Januar 2019 wurde sie in Meråker norwegische Meisterin im Sprint und Zweite mit der Staffel. In der folgenden Saison kam sie 13-mal in die Punkteränge, darunter Platz 14 bei der Skitour und errang damit den 34. Platz im Gesamtweltcup und in der Saison 2020/21 neunmal in die Punkteränge, darunter Platz 14 beim Ruka Triple und erreichte damit den 27. Platz im Gesamtweltcup. Bei den Nordischen Skiweltmeisterschaften 2021 in Oberstdorf belegte sie den 17. Platz im Skiathlon und den 12. Rang im Sprint. In der Saison 2021/22 erreichte sie in Falun mit dem dritten Platz im Mixed-Teamsprint ihre erste Podestplatzierung im Weltcup und belegte bei den Olympischen Winterspielen 2022 in Peking den 25. Platz über 10 km klassisch, den 22. Rang im Sprint sowie den 13. Platz im 30-km-Massenstartrennen.
Weng ist die Zwillingsschwester von Tiril Udnes Weng und die Cousine von Heidi Weng, die ebenfalls Skilangläuferinnen sind.

## Erfolge

### Siege bei Weltcuprennen

#### Etappensiege bei Weltcuprennen
| Nr. | Datum          | Ort           | Disziplin               | Rennen              |
| --- | -------------- | ------------- | ----------------------- | ------------------- |
| 1.  | 6. Januar 2023 | Val di Fiemme | 1,3 km Sprint klassisch | Tour de Ski 2022/23 |

#### Weltcupsiege im Team
| Nr. | Datum             | Ort         | Disziplin                |
| --- | ----------------- | ----------- | ------------------------ |
| 1.  | 11. Dezember 2022 | Beitostølen | 4 × 5 km Mixed-Staffel 1 |

### Siege bei Continental-Cup-Rennen
| Nr. | Datum          | Ort   | Disziplin        | Serie            |
| --- | -------------- | ----- | ---------------- | ---------------- |
| 1.  | 5. Januar 2018 | Piteå | Sprint klassisch | Scandinavian Cup |

### Siege bei Rollerski-Weltcuprennen
| Nr. | Datum         | Ort      | Disziplin                   |
| --- | ------------- | -------- | --------------------------- |
| 1.  | 26. Juni 2022 | Telemark | 24 km klassisch Massenstart |

## Teilnahmen an Weltmeisterschaften und Olympischen Winterspielen

### Olympische Spiele
- 2022 Peking: 13. Platz 30 km Freistil Massenstart, 22. Platz Sprint Freistil, 25. Platz 10 km klassisch

### Nordische Skiweltmeisterschaften
- 2019 Seefeld in Tirol: 32. Platz Sprint Freistil
- 2021 Oberstdorf: 12. Platz Sprint klassisch, 17. Platz 15 km Skiathlon
- 2023 Planica: 18. Platz Sprint klassisch
- 2025 Trondheim: 6. Platz Sprint Freistil, 7. Platz Teamsprint klassisch

## Platzierungen im Weltcup

### Weltcup-Statistik
Die Tabelle zeigt die erreichten Platzierungen im Einzelnen.
- 1.–3. Platz: Anzahl der Podiumsplatzierungen
- Top 10: Anzahl der Platzierungen unter den ersten zehn
- Punkteränge: Anzahl der Platzierungen innerhalb der Punkteränge
- Starts: Anzahl gelaufener Rennen in der jeweiligen Disziplin
- Hinweis: Bei den Distanzrennen erfolgt die Einordnung gemäß FIS.

| Platzierung               | Distanzrennen a | Distanzrennen a | Distanzrennen a | Distanzrennen a | Distanzrennen a | Skiathlon Verfolgung | Sprint | Etappen- rennen b | Gesamt | Team   | Team    |
| Platzierung               | ≤ 5 km          | ≤ 10 km         | ≤ 15 km         | ≤ 30 km         | > 30 km         | Skiathlon Verfolgung | Sprint | Etappen- rennen b | Gesamt | Sprint | Staffel |
| ------------------------- | --------------- | --------------- | --------------- | --------------- | --------------- | -------------------- | ------ | ----------------- | ------ | ------ | ------- |
| 1. Platz                  |                 |                 |                 |                 |                 |                      | 1      |                   | 1      |        | 1       |
| 2. Platz                  |                 |                 |                 |                 |                 |                      | 1      |                   | 1      |        |         |
| 3. Platz                  |                 |                 |                 |                 |                 |                      | 1      |                   | 1      | 1      |         |
| Top 10                    |                 | 2               |                 | 2               |                 | 2                    | 17     | 1                 | 24     | 4      | 6       |
| Punkteränge               | 3               | 30              | 2               | 12              | 2               | 13                   | 51     | 3                 | 116    | 5      | 6       |
| Starts                    | 3               | 36              | 3               | 15              | 2               | 17                   | 62     | 5                 | 143    | 5      | 6       |
| Stand: Saisonende 2024/25 |                 |                 |                 |                 |                 |                      |        |                   |        |        |         |

### Weltcup-Gesamtplatzierungen
| Saison  | Gesamt | Gesamt | Distanz | Distanz | Sprint | Sprint |
| Saison  | Punkte | Platz  | Punkte  | Platz   | Punkte | Platz  |
| ------- | ------ | ------ | ------- | ------- | ------ | ------ |
| 2016/17 | 64     | 64.    | 42      | 51.     | 22     | 50.    |
| 2017/18 | 50     | 68.    | -       | -       | 50     | 40.    |
| 2018/19 | 181    | 35.    | 68      | 41.     | 113    | 28.    |
| 2019/20 | 207    | 34.    | 63      | 35.     | 90     | 24.    |
| 2020/21 | 210    | 27.    | 118     | 30.     | 56     | 27.    |
| 2021/22 | 204    | 28.    | 105     | 23.     | 99     | 24.    |
| 2022/23 | 1176   | 9.     | 336     | 25.     | 633    | 9.     |
| 2023/24 | 886    | 23.    | 614     | 19.     | 272    | 28.    |
| 2024/25 | 817    | 22.    | 418     | 21.     | 399    | 14.    |